# Aspidiotus chinensis
Aspidiotus chinensis är en insektsart som beskrevs av Kuwana och Muramatsu 1931. Aspidiotus chinensis ingår i släktet Aspidiotus och familjen pansarsköldlöss. Inga underarter finns listade i Catalogue of Life.